# المربع البغدادي
المربع البغدادي فن عراقي انفرد وتميز به العراق عن سائر اقطار الوطن العربي وهو لون من الوان الغناء الشعبي التراثي البغدادي القديم الذي كان يغنى باللهجة العامية، نشأ في بعض المحلات الشعبية القديمة كمنطقة الفضل وباب الشيخ والأعظمية. وكان هذا اللون من الغناء الشعبي يؤدى من قبل شخص واحد يقف في وسط حلقة ويرتدي الملابس البغدادية الخاصة بالمربع كالصاية والجاكيت وحذاء الروغان والجراوية وتستعمل ألة الدنبك (الطبل) من الشباب الذين يشكلون نصف دائرة ويسمونهم بالرادودة وكثيرا ما نرى المغني أو المطرب يستخدم حركات يديه أو بعض أجزاء جسمه المنسجمة مع المربع عند الأداء، ويعكس المربع البغدادي الحياة الاجتماعية والاقتصادية والسياسية للبغداديين القدماء وفيه من المتعة والسعادة للمجتمع البغدادي، وقد اجاد في هذا النوع من الغناء مطربون كثر ابدعوا فيه واعطوه وما زالوا يعطون ايمانا منهم بأنه تراث وارث حضاري لابد من المحافظة عليه.

## نشأته
بدأ الغناء في المربع البغدادي قديما في حفلات الزواج والختان والحناء التي كانت تقام في بعض المحلات البغدادية القديمة كالجعيفر وباب الشيخ والفضل والاعظمية والتي كانت خالية من الكهرباء حيث كان يستعاض عنه بالفوانيس والشموع ويطلق على تلك الحفلات التي كانت تقام في تلك الايام اسم (دومة) والتي تبدأ من العشاء إلى شروق الشمس معتمدة على قوة الصوت للمطرب لعدم وجود مكبرات الصوت انذاك

## بعد انتشار الكهرباء
وبعد وصول الكهرباء وانتشار الأجهزة الكهربائية وخاصة الصوتية منها تحول الغناء في حفلات الختان والأعراس والتي كانت تقام في النوادي وقاعات الأعراس حتى تمكن من الوصول إلى التلفاز والظهور على شاشاته وعلى الهواء مباشرة بفضل وبجهود الاستاذين الفاضلين يحيى ادريس وهاشم الرجب ثم اصبحا موظفين في دائرة الفنون الموسيقية التابعة إلى وزارة الثقافة التي استطاعت من خلال الجهود المتميزة والمتابعة المستمرة من قبل الاستاذ حسن الشكرجي من ان تحقق قفزة نوعية في ادائها وتحقيق ما لايمكن تحقيقه للفنانين ايمانا منها بمكانة الفن والفنانين وحرصا منهاعلى الحفاظ على كل ما هو تراث عراقي اصيل.

## تسميته
سمي المربع بالمربع لانه يتكون من أربعة أشطر ينتهي بقفل ويسلم بالمستهل، اما انواعه فهي كثيرة أشهرها المثمن، والمخمس، والمسبع، والنثر، والحسجة، وكلمة ونص، وكان للمربع في كل كلمة من كلماته تعبير عن الحياة البغدادية القديمة في كل جوانبها الاجتماعية والاقتصادية والسياسية.

## أول من غنى المربع
أول من غنى المربع البغدادي المطرب محمد الحداد وان كان قد سبقه مطربون آخرون غنوا هذا اللون واجادوا فيه.